# سو جی سوک
سو جی سوک (کره‌ای: 서지석؛ زادهٔ سو جونگ ووک، کره‌ای: 서종욱؛ در ۹ سپتامبر ۱۹۸۱) بازیگر اهل کره جنوبی است.

## فیلم‌شناسی

### مجموعه تلویزیونی
| سال       | عنوان                     | نقش            | توضیحات                               | منابع       |
| --------- | ------------------------- | -------------- | ------------------------------------- | ----------- |
| ۲۰۰۴      | ایرلند                    |                |                                       |             |
| ۲۰۰۶      | مستر گودبای               |                |                                       |             |
| ۲۰۰۶–۲۰۰۷ | قلب پاک                   | پارک یون هو    |                                       |             |
| ۲۰۰۹      | ضربه عالی روی پشت بام     | سو حی سوک      | حضور افتخاری، قسمت ۱۸                 |             |
| ۲۰۱۰      | گلوریا                    | لی کانگ سوک    |                                       |             |
| ۲۰۱۰      | پزشکان زنان و زایمان      | وانگ جه سوک    |                                       |             |
| ۲۰۱۱      | مانی                      | کیم مین هان    |                                       |             |
| ۲۰۱۱–۲۰۱۲ | ضربه عالی انتقام پاکوتاه  | یون جی سوک     |                                       |             |
| ۲۰۱۳      | ستاره سیب‌زمینی ۲۰۱۳کیوآر۳ | هم‌تیمی بسکتبال | حضور افتخاری، قسمت ۳۸                 |             |
| ۲۰۱۳–۲۰۱۴ | کمی عشق هرگز لطمه نمی‌زند  | اون ها ریم     |                                       |             |
| ۲۰۱۵–۲۰۱۶ | سه جادوگر                 | شین کانگ هیون  |                                       |             |
| ۲۰۱۷      | زن ناشناس                 | کیم مو یول     |                                       |             |
| ۲۰۱۹      | بقای چوسان                | هان جونگ روک   | جایگزین کانگ جی هوان از قسمت ۱۱ تا ۱۶ | [ ۲ ]       |
| ۲۰۲۱      | یک نوع خانواده            | کیم جی سوک     |                                       | [ ۳ ]       |
| ۲۰۲۱      | پنت‌هاوس: جنگ در زندگی ۳   |                | حضور افتخاری                          | [ ۴ ] [ ۵ ] |